# Luci Emili Bàrbula
Luci Emili Bàrbula (llatí: Lucius Aemilius Q. f. Q. n. Barbula) va ser un polític romà, fill de Quint Emili Bàrbula. Era membre de l'antiga gens Emília, de probable origen sabí.
Va ser cònsol l'any 281 aC, quan Tarent va rebutjar els termes de la pau que havia ofert l'ambaixador romà Postumi. La República, enfrontada al mateix temps als etruscs i als samnites, es va abstenir d'iniciar accions contra Tarent i va enviar al cònsol Bàrbula amb la mateixa oferta de pau que havia fet Postumi, i una vegada més els tarentins van rebutjar l'oferta. Com que no es podien defensar sols, van cridar en ajut el rei Pirrus de l'Epir. De moment, Bàrbula va fer la guerra als tarentins i els va derrotar diverses vegades, ocupant algunes de les seves ciutats. Tarent, alarmada pels progressos romans, i davant la clemència que els romans van mostrar pels presoners tarentins, va nomenar general en cap a Agis, cap del partit pro-romà, amb poders il·limitats, però llavors va arribar Cinees, ministre de Pirrus, que va obligar a anul·lar l'elecció, i poc després va arribar Miló amb l'avançada de les forces del rei, i va marxar contra Bàrbula al que va atacar quan estava passant per un camí estret proper a la costa i dominat per muntanyes, des d'on els grecs podien atacar als romans, mentre la flota tarentina atacava per mar. Probablement l'exèrcit romà hauria estat destruït, però Bàrbula va protegir les seves tropes col·locant els presoners de Tarent de tal manera que es van convertir en el primer objectiu de l'artilleria de l'enemic, situant-los com a escuts humans. Així va poder sortir sense danys, ja que els tarentins no van voler posar en perill als seus companys.
Va continuar al sud d'Itàlia fins a l'expiració del seu mandat i va obtenir victòries sobre els samnites i els sal·lentins, victòries que es registren als fastos el mes de Quintil (juliol) de l'any 280 aC.